# Студенческий театр имени Молланепеса
Студенческий театр имени Молланепеса (туркм. Mollanepes adyndaky talyplar teatry) — театр в Ашхабаде.

## История
Театр организован в 1929 году в Ашхабаде, на базе национальной драматической студии. Ведёт начало от первой туркменской драматической студии с 1926 года. С первых дней работы включает в репертуар произведения, отображающие борьбу туркменского народа за новое, социалистическое общество. Наиболее значительные спектакли в период становления театра: «Без калыма» Халдурдыева (1929), «Мятеж» по Фурманову (1932), «Слуга двух господ» Гольдони (1933), «Ревизор» Гоголя (1934), «1905 год» Джабарлы (1935), «В пустыне Каракумы» Кекилова, Чарыева и Клычева (1936), «Подъём» Кербабаева, «Айна» Карлиева, «Любовь Яровая» Тренева (все в 1937), «Джума» Каушутова (1939), «Кеймир Кёр» Бурунова и Аманова (1940).
В годы Великой Отественной войны, театр осуществил постановку произведений Берды Кербабаева, Амана Кекилова, Константина Симонова и других, посвящённых героической борьбе советского народа против немецких захватчиков. В дальнейшем коллектив продолжает создавать национальный репертуар, ставит пьесы авторов из братских республик, произведения русской и мировой классики.
Среди лучших спектаклей: «Семья Аллана» (1949, Государственная премия СССР, 1951) и «Тридцатые годы» (1958) Мухтарова, «Доходное место» (1950) и «Без вины виноватые» (1951) Островского, «Отелло» Шекспира (1954), «Овод» по Войнич (1956), «Легенда о любви» Назыма Хикмета, «Решающий шаг» Кербабаева (оба в 1957), «Горянка» Гамзатова, «Судьба» Дерьяева (оба в 1962), «Остров сокровищ» Аманова (1969), «Посол эмира» Кулиева (1970). В спектаклях «Кремлёвские куранты» (1959), «Человек с ружьём» (1970) Погодина и «Кушкинская крепость» Атаджанова (1964) воссоздан образ В. И. Ленина. Труппа постоянно пополняется выпускниками студий ГИТИСа (1941, 1954, 1963, 1964), Ташкентского театра, института имени А. Н. Островского, московского Театрального училища имени М. С. Щепкина, драматической студии при театре. Важными событиями в жизни коллектива стали участие в Декаде туркменской литературы и искусства (1955) и гастроли (1959, 1965, 1974) в Москве. Театр награждён орденом Трудового Красного Знамени (1949), ему присвоено звание академического (1956), имя классика туркменской литературы Молланепеса (1963). В труппе (1975): народные артисты СССР Б. Аманов, А. Дурдыев, А. Кульмамедов (в 1963—74 — главный режиссёр), Сона Мурадова, народные артисты Туркменской ССР Ф. Алиева, С. Амангельдыев, С. Атаева, К. Бердыев, Т. Гафурова, К. Дурдыев, Сурай Мурадова, Н. Союнова, М. Черкезов, заслуженные артисты Туркменской ССР Д. Ишанкулиева, А. Курбандурдыев, О. Хаджимурадов. С 1974 главный режиссёр — заслуженный артист Туркменской ССР А. Курбандурдыев.
В 2007 году преобразован в Студенческий театр драмы имени Молланепеса. Студенческий театр является экспериментальным театром, а шефство над ним взял на себя главный руководитель Главный драматический театр имени Сапармурата Туркменбаши Великого — заслуженный деятель искусств Туркменистана Тачмамед Мамметвелиев. Он является основным постановщиком и режиссёром всех главных праздничных представлений в столице Туркмении. Студенческий театр, как правило, ставит современные пьесы и является довольно популярным среди молодёжи Ашхабада.